# Anthófyto
Anthófyto är en ort i Grekland.   Den ligger i prefekturen Nomós Kilkís och regionen Mellersta Makedonien, i den norra delen av landet, 300 km norr om huvudstaden Aten. Anthófyto ligger 47 meter över havet och antalet invånare är 416.
Terrängen runt Anthófyto är lite kuperad. Runt Anthófyto är det ganska glesbefolkat, med 42 invånare per kvadratkilometer. Närmaste större samhälle är Koufália, 14,3 km sydväst om Anthófyto. Trakten runt Anthófyto består till största delen av jordbruksmark.